# Велика Лока (Гросупље)
Велика Лока  (словен. Velika Loka}) мало насеље у општини Гросупље у централној Словенији покрајина Долењска. Општина припада регији Средишња Словенија.
Налази се на надморској висини 328,8 м, површине 2,56 км². Приликом пописа становништва 2002. године насеље је имало 237 становника.
Локална црква посвећена Светом Антуну Падованском и припада парохији Жална. Подигнута је у пероду 1938—1940. године. Црква се налази на западном крају насеља на путу који повезује са аутопутем Љубљана — Карловац.